# Clathroporina mastoidea
Clathroporina mastoidea är en lavart som först beskrevs av Erik Acharius, och fick sitt nu gällande namn av R. C. Harris. Clathroporina mastoidea ingår i släktet Clathroporina och familjen Porinaceae.   Inga underarter finns listade i Catalogue of Life.